# Ernst Gäumann
Ernst Albert Gäumann (n. 6 octombrie 1893, Lyss⁠(d), Berna, Elveția – d. 5 decembrie 1963, Zürich, cantonul Zürich, Elveția) a fost un profesor universitar, Philosophiæ doctor, dr. hc. mult., botanist, micolog și fitopatolog cu renume elvețian. A fost un pionier al biologiei experimentale a ciupercilor și a patologiei vegetale experimentale. Abrevierea numelui său în cărți științifice este Gäum..

## Familie

Lyss în 1945

Ernst Albert a fost fiul lui Friedrich Gäumann și al Berta, născută Reusser. A fost căsătorit de două ori. Mai întâi pentru scurt timp cu Marie Emma Hofmann, apoi, în 1931, cu Doris Nanette Wild (n. 19 februarie 1900, Berna – d. 9 septembrie 1993, Zürich), profesoară universitară în istoria artei și fiica lui Max Otto Wild (1863-1937), unui funcționar șef la Căile Ferate Elvețiene. Soții au avut un fiu, Niklaus (n. 1937).

## Biografie

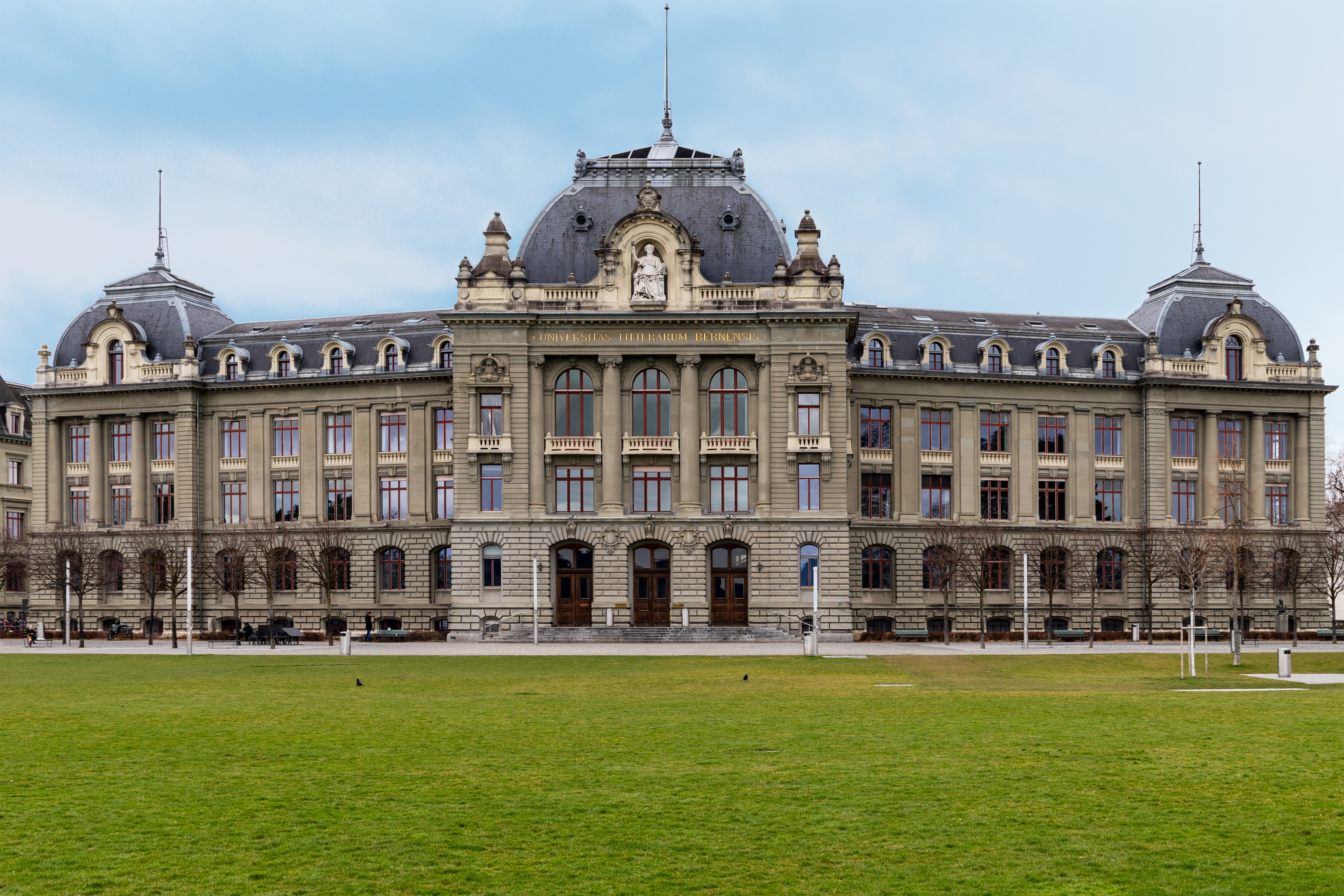
Universitatea din Berna

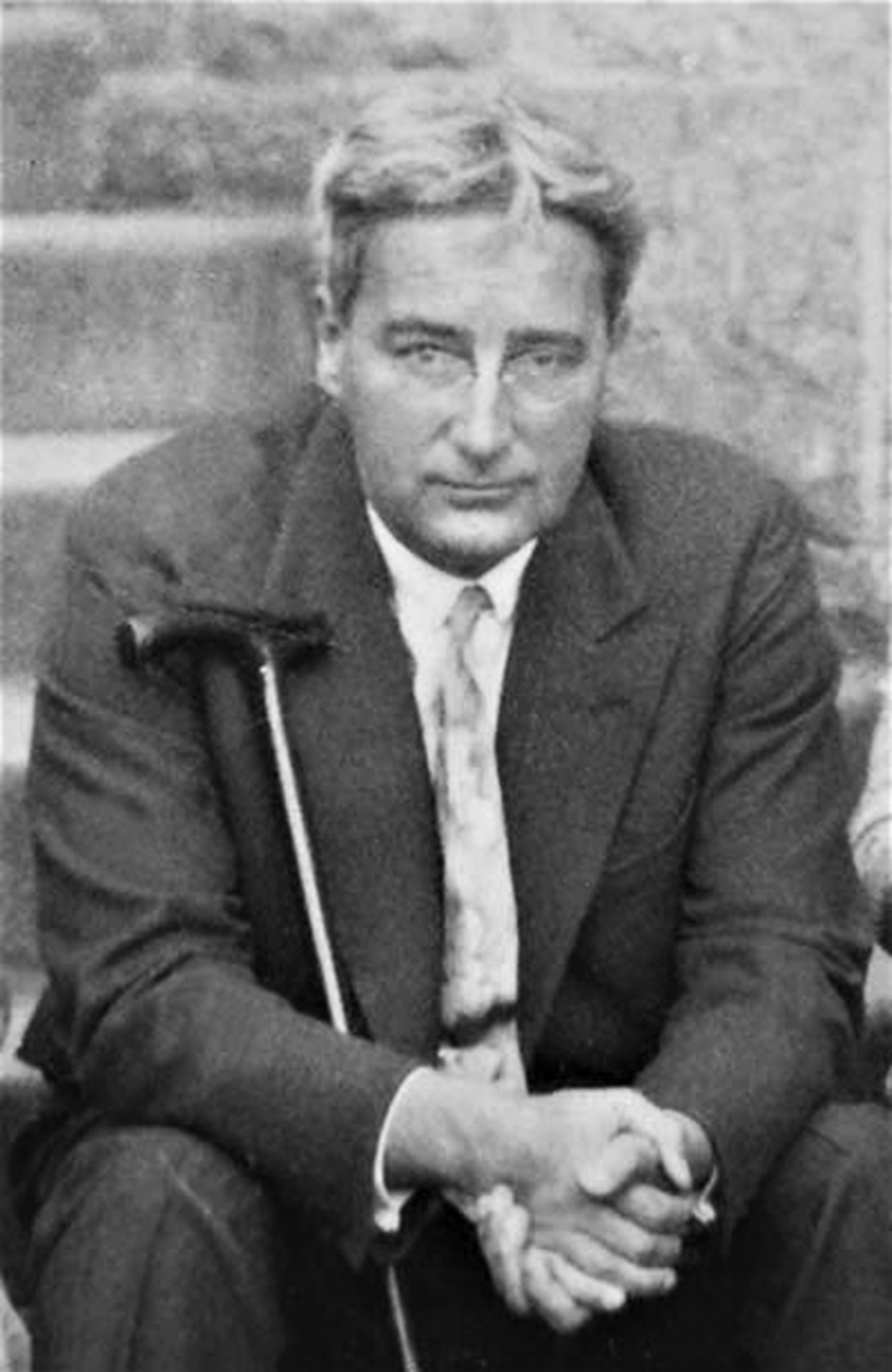
Ernst Gäumann pe la 1935

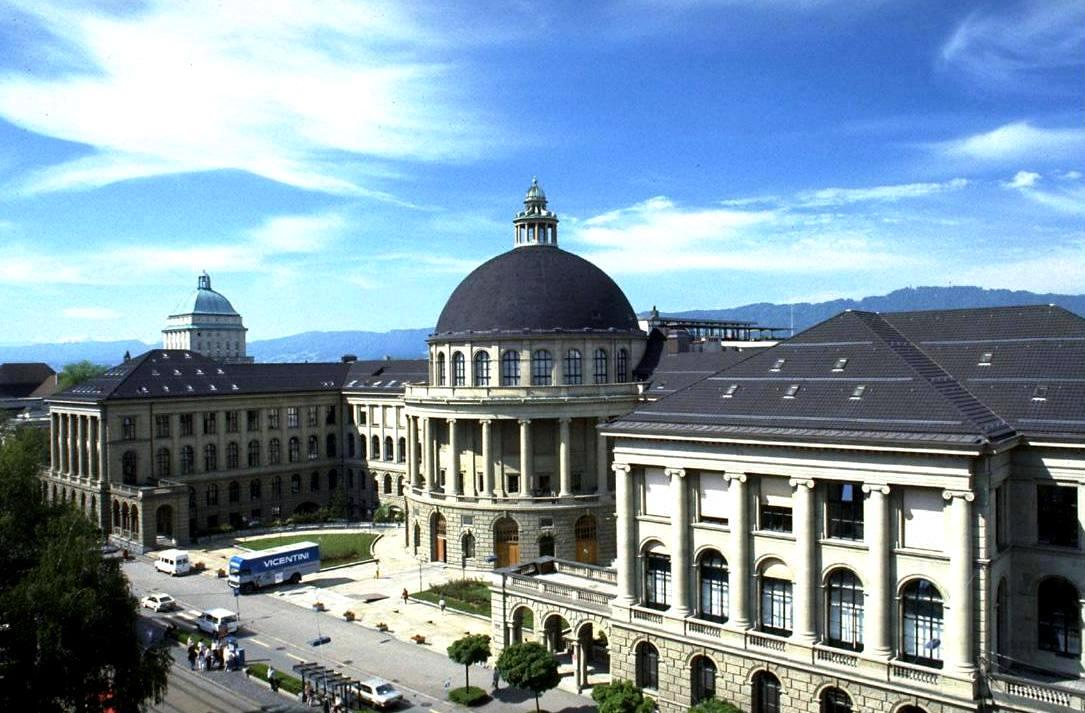
ETH Zürich, edificiul principal

După absolvirea liceului din Biel, s-a înscris în 1912 la Universitatea din Berna pentru botanica. În 1917, și-a obținut doctoratul, promovând cu teza despre formele Peronospora parasitica. Apoi și-a aprofundat cunoștințele în timpul vizitelor de studiu la Universitatea din Uppsala, în America de Nord și apoi în Indiile de Est Olandeze, unde a prezidat o unitate de cercetare agricolă a laboratorului de patologie vegetală din Buitenzorg (Java). La începutul carierei sale, Gäumann a lucrat și a publicat pe genul Peronospora. El nu numai că a identificat specii noi de Peronospora, ci a și dezvoltat una dintre primele lucrări privind distribuția geografică a agenților patogeni ai plantelor în 1919, anume Die Verbreitungsgebiete der schweizerischen Peronospora-Arten. Înapoi în Elveția, Gäumann a lucrat ca botanist în perioada 1922-1925 la Institutul de Cercetări Agricole în Oerlikon, iar în 1925-1927 a fost profesor și cercetător la Institutul Federal Elvețian de Tehnologie, înainte de a fost abilitat la Universitatea Tehnică Federală din Zürich. Din 1927 până la moartea sa, a fost profesor de botanică specială precum director al Institutului de Botanică Specială la această universitate. Ca titlu pentru prelegerea sa introductivă în calitate de profesor pentru botanică specială  la universitate (1928), în calitate de succesor al celebrului botanist Carl Schroeter (1855-1939), a ales „Problema imunității în regnul vegetal” și a dedicat o parte din aceasta la imunizarea plantelor, un subiect care a fost ridicat 40 de ani mai târziu ca rezistență indusă de alți savanți celebri, astfel de Joseph Kuć. Deși în prezent se folosește o clasificare diferită, acest subiect a dus la descoperirea orhinolului și a hircinolului, unor fenantrene,  în bulbii soiului Orchis militaris și ale altor specii din familia Orchidaceae, produse ca efect al infecției cu Rhizoctonia repens (un burete anamorfic în ordinul Cantharellales), mai multe alte ciuperci radiculare și răni mecanice (1950). Din păcate, scurt timp după numirea sa, profesorul a suferit o boală asemănătoare poliomielitei. Paraliza nu a putut fi vindecată niciodată pe deplin. Cu toate acestea, Gäumann și-a îndeplinit întotdeauna îndatoririle.
Prima sa carte generală Vergleichende Morphologie der Pilze cu 626 pagini și 398 ilustrații din 1926 a fost dedicată morfologiei ciupercilor și din nou se vede o abordare neconvențională. În loc de descrierea tradițională a unor specii, genuri, familii etc. Gäumann a subliniat asemănările și diferențele dintre grupurile sistematice. Dezvoltarea, ciclurile de viață și etapele sexuale ocupă o mare parte din text. Teoriile evoluției care conduc la diferite grupuri taxonomice formează un „fir roșu” în întreaga carte, scrisă în stilul său tipic. Deși această carte este deja veche și numele sistematice s-au schimbat, este totuși de actualitate și o sursă de informații interesante pentru toți profesorii în sistematica fungică și patologia vegetală, cum menționează Cesare Gessler⁠(de)[traduceți] (n. 1949) botanist, inginer de agronomie și profesor titular la ETH Zürich. Pentru activitatea sa științifică a fost premiat cu Medalia Haller de aur în același an la Berna. În 1930, Gäumann și colaboratorii lui au descoperit „febra plantelor”, ce  înseamnă de exemplu, că o infecție cauzată de un parazit induce o creștere locală a temperaturii cu câteva zecimi de grade Celsius. 
După moartea tatălui soției, cuplul s-a mutat la sfârșitul anului 1938 în vila moștenită la „Parkring” în cartierul Zürich-Enge. Mai ales în anii de război, casa de pe Parkring a fost un loc de ospitalitate pentru mulți. Pe lângă artiști, oameni de știință și politicieni, au venit și au mers mulți emigranți, unii oameni cu nume mari. În acest timp a lucrat în plus pentru tabăra liceală de refugiați la Winterthur. A fost membru al lojii masonice Modestia cum Libertate din Zürich.
Mai puțin cunoscute și astăzi aproape uitate sunt cele 15 publicații despre calitatea și conservarea lemnului, de exemplu în raport cu altitudinea la care cresc copacii (1948) sau pe tehnici de prelungire a duratei de viață la stâlpii de electricitate și telegraf (1950).
Ca de obicei în cercetare, un lucru duce la următorul. Împreună cu colaboratorii săi, Gäumann a inițiat (începând cu 1945) cercetări cu privire la bolile de ofilire (1954, 1957). Mai departe a descoperit diverse toxine ca de exemplu eniatina, licomarasmina, acidul fusaric, vasinfuscarina (o enzimă specifică de natură  proteică, 1953)  și cele în ascomicotinele din familia Diaporthaceae. În colaborare cu alte grupuri de cercetare interdisciplinare, a încercat să identifice și să caracterizeze metaboliții antibiotici produși de soiurile Actinomycetes (1955 și în continuare), de exemplu, cu grupul V Vladimir Prelog, care a câștigat ulterior Premiul Nobel pentru Chimie). Ca și cum acest lucru nu ar fi fost suficient pentru o realizare științifică distinsă, Gäumann nu și-a pierdut niciodată interesul pentru sistematica, evoluția și ciclurile de viață ale Pucciniales, sin. Uredinales (ciupercilor de rugină), pe care începuse să le studieze deja ca tânăr profesor. Acest interes a culminat cu cartea Die Rostpilze Mitteleuropas („Ciupercile de rugina din Europa Centrală”) în 1959, care este unică și încă folosită ca referință de toți cei care se ocupă cu aceste specii. 
Fiind un învățător talentat, Gäumann a reușit să combine cunoștințele timpului său cu concepte noi, și uneori idei neconvenționale, în cărți de text generale. Celebra și reușita sa carte, „Pflanzliche Infektionslehre” „Principiile infecției plantelor”, apărută pentru prima dată în 1946, a fost tradusă mai târziu în limba engleză (1950), poloneză (1959), rusă (1954) și chineză (1958), care îi documentează importanța și popularitatea. Într-adevăr, aceasta poate să fi fost cea mai populară carte de patologie vegetală din toate timpurile, ajungând la cea mai mare proporție de cititori interesați de subiect. A doua în popularitate a fost Die Pilze. Grundzüge ihrer Entwicklungsgeschichte und Morphologie, („Ciupercile. Principalele caracteristici ale istoriei și morfologiei lor de dezvoltare”) din 1949, tradusă în engleză (1952) și reeditată (1964), unde Gäumann a dezvoltat în continuare tema evoluției fungice și morfologia tratată deja în „Morfologia comparativă a ciupercilor”.    
Ernst Gäumann nu s-a ocupat atât de mult de bolile individuale și de controlul acestora în domeniul patologiei plantelor. În centrul multor lucrări stătea mai degrabă, întrebarea modului în care un parazit își îmbolnăvește planta gazdă și ce opțiuni sunt disponibile pentru apărarea infecției într-o plantă. Pe lângă cartea scrisă împreună cu Fischerprecum celor  patru opere majore a mai fost autorul a 135 de publicații, 98 ca prim autor și 37 ca coautor. El a supravegheat 82 de studenți PhD și a ținut prelegeri timp de 37 de ani în patologie vegetală, botanică și micologie la Zürich, inclusiv prelegeri în multe universități străine. De-a lungul carierei sale i-au fost acordate numeroase onoruri, în special 4 titluri Doctor honoris causa precum calitatea de membru în multe societăți științifice de prestigiu (vezi mai jos). El a fost cel mai renumit savant al timpului său în domeniul combinării  patologiei plantelor cu micologia.
În 1954 a fost lovit din nou de soartă: un examen medical a relevat că suferă de o boală incurabilă. Cu răbdare și disciplină, marele om de știință a putut lupta cu moartea pentru încă nouă ani de viață. Ernst Gäumann a murit scurt timp înainte de intrarea la pensie pe 5 decembrie 1963 la Zürich.
Referințele pentru biografie:

## Onoruri (selecție)
Marele savant a fost onorat de multe ori. Astfel:
- Dr. hc. de la Sorbona (1953)
- Dr. hc. de la Universitatea din Bonn (1956)
- Dr. hc. de la Universitatea din Montpellier(1959)
- Dr. hc. de la Universitatea din Bordeaux (1961)
- Membru asociat al Academiei de Științe din România
- Membru asociat al Botanical Society of America
- Membru asociat al Linnean Society of London
- Membru asociat în societăți științifice sau agricole din Italia, Olanda și  Polonia
- Membru corespondent al Academiei de Științe Heidelberg (1950)[16]
- Membru corespondent al Academiei de Științe din Göttingen (1953)[17]
- Membru străin  al Academiei Regale Suedeze de Științe (1947)[18]
- Membru al Academiei Leopoldine (1956)[19]
- Membru al Botanical Society of America
- Membru al Mycological Society of America
- Medalia Haller de aur (1926)
- Premiul Marcel Benoist pentru cea mai utilă invenție științifică din cursul anului (1945)
- Medalia comemorativă germană „Otto Appel” pentru lucrări științifice și organizatorice valoroase în domeniul protecției plantelor al Deutsche Phytomedizinische Gesellschaft, Braunschweig (1962)

## Specii dedicate în onoarea lui Gäumann
- Gaeumannia Petr. (1950) sin. Melchioria Pene. & Sacc. (1897)

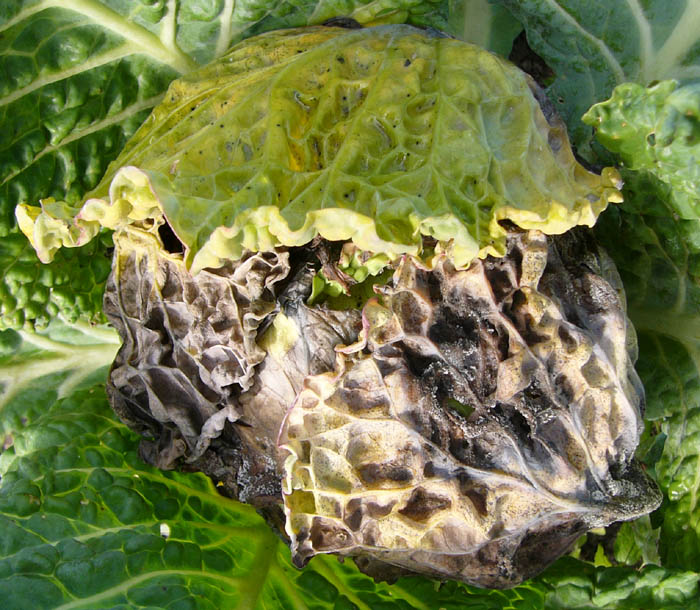
H. brassicae pe varză

- Gaeumanniella Petr. (1952)
- Gaeumannomyces Arx & D.L.Olivier (1952)

## Ciuperci descrise de Gäumann (selecție)

### Ordini și familii
- Cantharellales, ordin, Gäum. (1926)
- Polyporales, ordin, Gäum. (1926)
- Taphrinales, ordin, Gäum. & C.W.Dodge (1928)
- Hemigasteraceae, familie, Gäum. & C.W.Dodge (1928)
- Hydnangiaceae, familie, Gäum. & C.W.Dodge (1928)
- Rhizopogonaceae, familie, Gäum. & C.W.Dodge (1928)[20]

### SpeciileHyaloperonospora=Peronospora
În 1918, Gäumann a descris speciile următoare drept Peronospora. După ce botanistul și micologul român Ovidiu Constantinescu a determinat genul Hyaloperonospora, de verificat în volumul 74 al jurnalului științific Nova Hedwigia din 2002, preponderent micologii Göker,  Oberw., Riethm., Voglmayr și Weiss au transferat speciile la acest gen nou în 2004.
| - Hyaloperonospora arabidis-alpinae (Gäum.) Göker, Riethm., Voglmayr, Weiss & Oberw. - Hyaloperonospora arabidopsidis (Gäum.) Göker, Voglmayr, Riethm., Weiss & Oberw. - Hyaloperonospora barbareae (Gäum.) Göker, Riethm., Voglmayr, Weiss & Oberw. - Hyaloperonospora berteroae (Gäum.) Göker, Riethm., Voglmayr, Weiss & Oberw. - Hyaloperonospora brassicae (Gäum.) Göker, Voglmayr, Riethm., Weiss & Oberw. - Hyaloperonospora camelinae (Gäum.) Göker, Voglmayr, Riethm., Weiss & Oberw. - Hyaloperonospora cardamines-laciniatae (Gäum.) Voglmayr - Hyaloperonospora cardaminopsidis (Gäum.) Göker, Riethm., Voglmayr, Weiss & Oberw. - Hyaloperonospora cheiranthi (Gäum.) Göker, Riethm., Voglmayr, Weiss & Oberw. - Hyaloperonospora cochleariae (Gäum.) Göker, Riethm., Voglmayr, Weiss & Oberw. - Hyaloperonospora dentariae-macrophyllae (Gäum.) Voglmayr, Y.J.Choi & H.D.Shin - Hyaloperonospora drabae (Gäum.) Y.J.Choi, H.D.Shin & Voglmayr - Hyaloperonospora erophilae (Gäum.) Göker, Voglmayr, Riethm., Weiss & Oberw. | - Hyaloperonospora galligena (Gäum.) Göker, Riethm., Voglmayr, Weiss & Oberw. - Hyaloperonospora hesperidis (Gäum.) Göker, Riethm., Voglmayr, Weiss & Oberw. - Hyaloperonospora isatidis (Gäum.) Göker, Riethm., Voglmayr, Weiss & Oberw. - Hyaloperonospora lunariae (Gäum.) Constant. - Hyaloperonospora nasturtii-aquatici (Gäum.) Voglmayr - Hyaloperonospora nesliae (Gäum.) Göker, Riethm., Voglmayr, Weiss & Oberw. - Hyaloperonospora norvegica (Gäum.) Y.J.Choi, H.D.Shin & Voglmayr - Hyaloperonospora rorippae-islandicae (Gäum.) Göker, Voglmayr & Oberw. - Hyaloperonospora sisymbrii-loeselii (Gäum.) Göker, Riethm., Voglmayr, Weiss & Oberw. - Hyaloperonospora sisymbrii-sophiae (Gäum.) Göker, Voglmayr & Oberw. - Hyaloperonospora teesdaliae (Gäum.) Göker, Riethm., Voglmayr, Weiss & Oberw. - Hyaloperonospora thlaspeos-arvensis (Gäum.) Göker, Riethm., Voglmayr, Weiss & Oberw. - Hyaloperonospora thlaspeos-perfoliati (Gäum.) Göker, Voglmayr, Riethm., Weiss & Oberw. |

- Au mai rămas 89 de specii descrise de Gäumann sub numele binomial de gen Peronospora în 1923.[24][25]

## Publicații (selecție)
- Zur Kenntnis der Chenopodiaceen bewohnenden Peronospora-Arten, în: Mitteilungen der Naturforschenden Gesellschaft in Bern, 1918, p. 45-66
- Die Verbreitungsgebiete der schweizerischen Peronospora-Arten, în: Mitteilungen de Naturforschenden Gesellschaft, Berna, 1920. p. 1-12
- Beiträge zu einer Monographie der Gattung Peronospora Corda, în: Beiträge zur Kryptogamenflora der Schweiz, vol. 5, nr. 4, 1923, p. 1-360, 166 figuri
- Vergleichende Morphologie der Pilze. Editura G. Fischer, Jena 1926,  626 p. și 398 fig.
- Comparative morphology of Fungi, Editura McGraw-Hill Book Co., Londra 1928,  I-XIV + 702 p, și 406 fig.
- Die chemische Zusammensetzung des Fichten- und Tannenholzes in den verschiedenen Jahreszeiten, în: Flora  , vol. 123, nr. 4, Jena 1928, 344-385 p. și 12 fig.
- Biologie der pflanzenbewohnenden parasitischen Pilze , Editura G. Fischer, Jena 1929, (împreună cu Eduard Fischer)
- Untersuchungen über den Einfluss der Fällzeit auf die Eigenschaften des Fichten- und Tannenholzes, Berna 1930
- Der Stoffhaushalt der Buche (Fagus silvatica L.) im Laufe eines Jahres, în: Berichte der Schweizer Botanischen Gesellschaft, vol. 44, Berna 1935
- Influence of wind upon transpiration of plants, Londra 1942, 150 p.
- Pflanzliche Infektionslehre - Lehrbuch der allgemeinen Pflanzenpathologie für Biologen, Landwirte, Förster und Pflanzenzüchter, Editura Birkhäuser, Basel 1946
- Die Pilze. Grundzüge ihrer Entwicklungsgeschichte und Morphologie, Editura Basilea, Basel 1949
- Principles of plant infection: a text-book of general plant pathology for biologists, agriculturists, foresters and plant breeders, Editura C. Lockwood, Londra 1950, 543 p.
- Pflanzliche Infektionslehre, vol. 1 al seriei pentru biologia experimentală, Editura Birkhäuser, Basel 1951, 681 p.
- The fungi: a description of their morphological features and evolutionary development, Editura Hafner Pub. Co., New York 1952, 420 p.
- Die Rostpilze Mitteleuropas. Mit besonderer Berücksichtigung der Schweiz, în: Beiträge zur Kryptogamenflora der Schweiz, vol. 12, Editura Büchler, Berna 1959
- Die Pilze. Grundzüge ihrer Entwicklungsgechichte und Morphologie. vol. 4 de Lehrbücher und Monographien aus dem Gebiete der exakten Wissenschaften: Reihe der experimentellen Biologie,  ed. a 2-a, Editura Birkhäuser, Basel 1964, 541 p. și 610 fig. (postum)